# Tramwaje w Sedan
Tramwaje w Sedanie − zlikwidowany system komunikacji tramwajowej we francuskim mieście Sedan, działający w latach 1899−1914.

## Historia
Tramwaje w Sedanie uruchomiono 3 grudnia 1899 roku na pięciu liniach. Długość sieci wynosiła 11 km. Rozstaw szyn wynosił 1000 mm. Do obsługi sieci zakupiono 11 dwuosiowych tramwajów silnikowych. Początkowo wagony miały otwarte pomosty, które później zostały zabudowane. Operatorem siei była spółka Compagnie des tramways électriques de Sedan. W 1914 roku wstrzymano ruch tramwajów. W czasie I wojny światowej w 1917 Niemcy rozebrali część tras. Po wojnie nigdy nie wznowiono funkcjonowania miejskiej komunikacji szynowej. 